# 馬丁·馬唐納多
馬丁·班傑明·馬唐納多·瓦德斯（西班牙語：Martín Benjamín Maldonado Valdés，1986年8月16日—），為美國職棒大聯盟的捕手，目前效力於聖地牙哥教士。他先前曾待過釀酒人、天使、太空人、皇家、小熊與白襪等隊。他在2004年大聯盟選秀第27輪被天使隊選走，並於2011年登上大聯盟。他的防守能力很優秀，曾在2017年拿下金手套獎。

## 職業生涯

### 密爾瓦基釀酒人
2011年9月3日，馬唐納多登上大聯盟。該年他只出賽這一場比賽，而且只有1個打數，最終他吞下三振。
2012年5月，因為球隊捕手強納森·路克羅伊受傷，因此馬唐納多頂替了他的位置。該年他出賽78場比賽，打擊率僅1成98。2013年球季，他依舊在大聯盟出賽，不過他的打擊率下滑至1成69。
2014年4月20日，他因為跟海盜隊的Travis Snider發生衝突，馬唐納多揍了Snider一拳。後來他被聯盟禁賽5場比賽，並且罰款2,500美元。
2015年5月31日，馬唐納多接捕了17局，而且在17局下擊出再見全壘打。這是他生涯第一支再見全壘打。該年他的打擊率為2成10。2016年，他的打擊率下滑至2成02。

### 洛杉磯天使
2016年12月13日，釀酒人隊用馬唐納多和德魯·甘格農向天使隊交易Jett Bandy。該年他出賽138場比賽為生涯新高，打擊率2成21，14轟38分打點。2017年，他獲得生涯首次的金手套獎。

### 休士頓太空人
2018年7月26日，天使隊將馬唐納多交易至太空人隊，換來新秀Patrick Sandoval和國際簽約金。他在10月29日成為自由球員。

### 堪薩斯市皇家
2019年3月11日，他與皇家隊簽下1年250萬美元的合約。他在薩爾瓦多·培瑞茲受傷後成為皇家隊的主力捕手，他在皇家隊的打擊率為2成27。

### 芝加哥小熊
同年7月15日，小熊隊用麥克·蒙哥馬利向皇家隊交易馬唐納多。他在小熊隊只有11個打數，而且沒有擊出任何安打。

### 重回太空人
同年7月31日，太空人隊用Tony Kemp跟小熊隊交易馬唐納多。雖然他在太空人隊的打擊率僅2成02，不過他卻有11次阻殺成功。

### 聖地牙哥教士
2025年, 因與道奇隊系列賽中2次觸身球事件爭議，被大谷翔平退追Instagram。

## 外部連結
- 球員資訊和成績在MLB ，ESPN ，Retrosheet ，Baseball Reference ，Baseball Reference (Minors) ，Fangraphs ，The Baseball Cube （英文）